# Jozef Dochy
Jozef Dochy (Ardooie, 22 maart 1900 - Brugge, 11 oktober 1959) was een Belgisch rooms-katholiek priester en kunsthistoricus.

## Levensloop
Jozef Dochy was een zoon van de arts Julius Dochy († 1904) en Marie Donck. Na de vroege dood van de vader, verhuisde de weduwe met haar gezin naar Brugge. 
Hij doorliep de lagere en de middelbare school aan het Sint-Lodewijkscollege en studeerde af in 1917, in dezelfde retorica als Richard Declerck, later socialistisch gouverneur van Antwerpen, Paul Ghyssaert, advocaat, Walter Bossier, stadsbibliothecaris, Emmanuel De Neckere, priester en verzetsheld, en Laurent D'Hoest, pleitbezorger. In het jaar dat het zijne voorafging, ging hij onder meer om met de latere historici Jos De Smet en Egied Strubbe, met de latere journalist Herman Bossier en met de toekomstige priester Pieter Ghyssaert.
Hij trad in 2017 binnen in het Brugse seminarie en werd in 1923 tot priester gewijd. Van 1923 tot 1925 was hij student aan de Katholieke Universiteit Leuven en behaalde er het diploma van kandidaat in de klassieke filologie. Hij was in die jaren proost van de studentenclub Moeder Brugse.
In 1925 werd hij tot retoricaleraar benoemd aan het Sint-Lodewijkscollege en bleef dit tot in 1932. Onder zijn leerlingen had hij onder meer Jan de Spot, Jan Van Houtte en Etienne Floré, voorzitter van de Brugse handelsrechtbank.
In 1932 werd hij principaal (directeur) van het bisschoppelijk college in Moeskroen en in 1936 werd hij tot principaal benoemd van het Sint-Lodewijkscollege. Onder zijn bestuur werd voor het Brugs college een merkwaardig gebouw met klaslokalen opgericht, dat de naam Ark van Noé kreeg.
In januari 1947 werd hij tot pastoor benoemd op de Sint-Rochusparochie in Blankenberge. De algemene opinie was dat dit wel een bescheidener ambt was dan hij mocht verwachten. In 1951 werd dit goed gemaakt door zijn aanstelling tot pastoor van de Sint-Salvatorskathedraal en zijn benoeming tot kanunnik van het kapittel.

## Cultuur en kunst
Naast zijn pastorale activiteiten, was Dochy actief in culturele en artistieke milieus. Zo was hij:
- geestelijk adviseur van het Christelijk Vlaams Kunstenaarsverbond,
- bestuurder van de 'Keurbibliotheek',
- voorzitter van de vzw de Vrienden van de Brugse Musea,
- lid van de adviescommissie voor de stedelijke musea,
- lid van het comité voor het provinciaal cultuurcentrum.

In januari 1959 gaf het tijdschrift West-Vlaanderen een nummer uit gewijd aan de Sint-Salvatorskathedraal. Dochy had er de leiding van en schreef er verschillende artikels in gewijd aan de geschiedenis van de kerk, aan de koperen grafplaten en aan de 15e-16e-eeuwse schilderijen.

## Erkenning
Jozef Storme, voorzitter van het Christelijk Vlaams Kunstenaarsverbond en bestendig afgevaardigde van de provincie West-Vlaanderen bracht hem hulde in de volgende termen:
"Een grootmoedig en edel man, een fijngevoelige kunstkenner, een wijze en evenwichtige raadgever, een liefdevolle beschermer en een goede vader. Kanunnik Dochy verenigde in zijn persoon de uitzonderlijke kwaliteiten van vroom en vurig priester, van rustige en kalme evenwichtigheid, van een fijngevoelige gentleman voor menselijke problemen, van een klare en scherpe geest en van hooggestemde en kritische kunstsmaak".

## Publicaties
- De schilderkunst te Brugge, Brugge, Dehaene-Bossuyt, 1948.
- Bruges et ses plus beaux tableaux: guide du visiteur (vertaling Frank Steinmetz), Brugge, 1952.
- Licht in de duisternis, in: West-Vlaanderen, 1954.
- De roeping van de kunstenaar in onze tijd, in: West-Vlaanderen, 1955.
- Het monument De Neckere, in: West-Vlaanderen, 1956.
- In memoriam Dr. Max J. Friedlaender, in: West-Vlaanderen, 1958.
- Hugo Van der Goes, in: West-Vlaanderen, 1958.
- Jacques Van Loock, in: West-Vlaanderen, 1958.
- Dieric Bouts, in: West-Vlaanderen, 1958.
- Geschiedenis van de kathedraal in vogelvlucht, in: West-Vlaanderen, 1859.
- De schilderijen uit de 15de en de 16de eeuw in de Sint-Salvatorskathedraal , in: West-Vlaanderen, 1959.
- De koperen grafplaten in de Sint-Salvatorskathedraal, in: West-Vlaanderen, 1959.